# Xiameng
Xiameng (kinesiska: 下孟乡, 下孟) är en socken i Kina. Den ligger i provinsen Sichuan, i den sydvästra delen av landet, omkring 130 kilometer nordväst om provinshuvudstaden Chengdu. Antalet invånare är 2 505. Befolkningen består av 1 129 kvinnor och 1 376 män. Barn under 15 år utgör 19,0 %, vuxna 15-64 år 73 %, och äldre över 65 år 7,0 %.
Genomsnittlig årsnederbörd är 1 226 millimeter. Den regnigaste månaden är juli, med i genomsnitt 253 mm nederbörd, och den torraste är januari, med 11 mm nederbörd.